# Hegels historiefilosofi
Hegels historiefilosofi er filosoffen Georg Wilhelm Friedrich Hegels filosofi , som argumenterer for, at der ligger en nødvendighed bag historiens udvikling. Samfundene, kulturerne og vores samlede bevidsthed udvikles til stadigt højere niveauer, og derfor er nutidens samfund bedre end antikkens eller middelalderens. Historie er for Hegel: "Fremskridt i bevidstheden om frihed". Filosoffen Raya Dunayevskaya har forklaret sådan: "der er [hos Hegel] to grundlæggende betragtninger: for det første tanken om frihed som det absolutte og endelige mål; for det andet midlerne til at virkeliggøre målet, dvs. den subjektive side af viden og viljen med den liv, bevægelse og aktivitet"

## Udviklingsstadier og endemål
Hegel beskriver udvikling på en organisk måde ud fra en Telos-tankegang (græsk: "formål"): Han bruger for eksempel ofte plantens vækst som billede. En plante starter som en lille spire, bliver så en plante, som sætter en blomst, og blomsten danner til sidst en frugt. Disse stadier kalder Hegel for udviklingens momenter: spire – plante – blomst – frugt. Hvert moment negérer det foregående moment (benægter det, vender sig væk fra det), men er samtidigt en fuldkommengørelse af dette foregående moment. Frugten er den egentlige plante eller plantens mening eller plantens telos, siger han. Hegel overtager disse begreber fra Aristoteles.

## Udvikling
Han sammenligner også planten med et menneskeligt væsen og siger, at det moment, som udgør frugten, er plantens højeste form for selv-bevidsthed, dens højest mulige niveau og væren, selve planten eller planten i sig selv. Når planten har sat frugt, er den blevet sig selv, siger han. På samme måde sammenligner Hegel de forskellige aldre i et menneskes liv: Barndommens moment tilintetgøres (negéres) af ungdommens moment og ungdommens moment eller stadium tilintetgøres af det voksne moment. Den voksne er mere fuldkommen, mere udviklet, mere bevidst end barnet. Den voksne er et bedre menneske. (Hegel var her lige stik modsat romantikken, som forgudede barnet.). 

### Det senere er det bedre
En af Hegels grundlæggende teser lyder: Det, som kommer senere, er bedre. Det vil sige, at det voksne menneske er ’bedre’ end barnet – vi kan se et fremskridt og ikke bare en forandring. På samme måde sammenligner han bevidstheden hos tidligere tider og kulturer med bevidstheden hos menneskene i det 19. århundrede. Borgeren i det 19. århundrede er mere bevidst, mere udviklet, har en større viden, en bedre selverkendelse og en højere dyd end en borger i det gamle Grækenland eller i det gamle Ægypten, siger Hegel. Verdenshistorien består derfor af fremskridt både materielt og kulturelt og etisk og bevidsthedsmæssigt. Det senere er bedre.

### Det højere er det bedre
En anden af hans teser lyder: Det højere er bedre. Dermed mente Hegel, at et begreb, som omfatter flere begreber under sig, er bedre end disse begreber – og tilsvarende er en institution, som inkluderer andre under sig, højere og derfor bedre. Staten er på samme måde et højere gode end ægteskabet. Alt, hvad der er mere omfattende – er højere – altså bedre.

## Brud og kriser
Hegel interesserede sig brændende for den menneskelige udviklingspsykologi. Han beskæftigede sig også med den store overgang, som vi som mennesker udsættes for ved fødslen, altså vores overgang fra livmoderen og ud i verden. Hegel opfattede denne overgang som en model for negeringen: Det barn, som fødes, mister jo alle de ting, som indtil da har udgjort dets liv. Det mister (næsten) sit eget liv og sig selv. Fødslen og den tunge vej ud gennem fødselskanalen bliver på en måde en dødsproces. På samme måde kan overgangen fra barn til voksen opfattes som en smertelig dødsproces. Hele barndommens land bliver jo negéret – tilintetgjort. I alle overgange mister vi og lider smertelige tab. Vi mister det, som vi ikke har kunnet leve uden. 
Evolutionen og fremskridtet sker i det enkelte menneskes liv, i familiens liv, i de lokale samfunds liv, i hele statens liv, i hele verdenshistorien og i hele det samlede biologiske liv på jorden (i hele skaberværket). Man kan måske sige, at Darwins senere evolutionstanke allerede findes hos Hegel. Hegel mener altså, at man kan forklare kriser i det enkelte menneskes liv – f.eks. når man rammes af en svær sygdom – på samme måde, som når man skal forklare kriser i et helt samfunds liv – f.eks. den franske revolution i 1789, som Hegel var så optaget af. For ham er krisen et symptom på, at der sker en bevægelse, en overgang, fra et stadie frem til det næste.
Hegels tanke betyder, at virkeligheden grundlæggende er dynamisk, og at intet er statisk eller evigt. Derfor findes heller ingen evige sandheder. Det, som var sandt i middelalderen – i den kontekst eller sammenhæng – er nu ikke mere sandt. Det, som var sandt nok, da mennesket var 4 år, er ikke længere sandt, når mennesket er fyldt 50 år. Fortidens løsninger var ok engang – men ikke mere gyldige nu. Denne dynamiske tankegang fik en enorm indflydelse på hele det 19. århundrede.

## Ændringer og spring
Udviklingen foregår både som en gradvis evolution og i spring som en revolution. Når de gradvise, kvantitative evolutionære ændringer har vokset sig tilstrækkeligt store, sker der et kvalitativt spring i udviklingen. (Denne tanke blev som bekendt siden overtaget af Karl Marx). 
Det, som er virkeligt, er det, som er vokset frem i historien. Historien er beviset for, at noget er virkeligt. Vi har set denne tanke gentaget hos Grundtvig, når han taler om den ”sande kirke” og den ”sande kristendom”. Den sande kirke er for Grundtvig den kirke, som rent faktisk er vokset frem i historiens forløb – aldrig en abstrakt, tænkt, konstrueret kirke.

## Skoleeksemplet:Preussen
Den sande stat var for Hegel datidens preussiske stat, som rent faktisk var vokset frem og havde vundet magt og indflydelse på Hegels tid. Det virkelige er det, som findes. Det, som findes, er det gode. Den udvikling, som har ført frem til det, som nu er, har været nødvendig. Hvis denne udvikling ikke var sket – havde det, som nu er, jo ikke eksisteret. Disse tanker fik en meget stærk indflydelse, særligt da han betragtede den preussiske stat historiens endemål – som samtidig skulle blive indledningen til noget nyt.